# سن ماتیوس (کارولینای جنوبی)
سن ماتیوس(به انگلیسی: St. Matthews) شهری در ایالت کارولینای جنوبی کشور ایالات متحده آمریکا است که جمعیت آن در سرشماری سال ۲۰۱۰ میلادی، ۲٬۰۲۱ نفر بوده‌است.